# Eelke Mobach
Eelke Mobach, beter bekend als E. Mobach, (Bolsward, 13 februari 1836 - Amsterdam, 15 februari 1898) was Nederlands componist, organist en muziekonderwijzer.
Hij was zoon van suikervormbakkersknecht Marten Jaans Mobach en Richtje Tjebbes Dijkstra. Hijzelf huwde Hillegonda Georges Frank. Hij overleed in zijn woning aan de Brouwersgracht en werd begraven op Huis te Vraag in Amsterdam.
Hij was al op jonge leeftijd blind (of werd blind geboren) en kreeg vanaf 1842 zijn opleiding aan het Blindeninstituut in Amsterdam. Hij was jarenlang organist in die stad en zat achter het orgel van de Eilandkerk, de Noorderkerk en Oude Kerk te Amsterdam. Hij vierde op 1 november 1897 zijn veertigjarig jubileum als organist, maar kon toen vermoedelijk als gevolg van een beroerte dat jaar nog maar met een hand spelen.
Bolsward kent sinds 12 april 1960 een Eelke Mobachstraat.
Van hem is ook een aantal werken bekend, een paar titels haalde een tweede of derde druk:
- Andante voor orgel of harmonium
- Fantasie over Heilige nacht voor orgel, harmonium of piano
- Hoe zal ’t ons zijn? Voor zangstem en orgel of piano
- Psalm 33
- Paashymne voor gemengd koor met orgel
- Psalmen 33 (solisten, koor, begeleiding), 100 (koor, begeleiding), 103 (solisten, koor, begeleiding), 146 (koor, begeleiding)
- Twee liederen voor een middenstem met piano of harmonium
- Het gebed des Heeren, Psalm 42 en Psalm 121 voor zangstem met begeleiding door viool of harmonium.

Zijn bekendste werk is de Prelude en fuga voor orgel in d mineur, dat werd vastgelegd door Ewald Kooiman, Gea Hoven, Feike Asma en Jan Jongepier.